# Pterocryptus uchidai
Pterocryptus uchidai là một loài tò vò trong họ Ichneumonidae.